# Schönberg (Stuttgart)
Schönberg ist ein Stadtteil von Stuttgart im Stadtbezirk Birkach auf den Fildern.

## Geschichte
Schönberg gehört zu den jüngeren Stadtteilen der baden-württembergischen Landeshauptstadt Stuttgart.
In einer Ortschronik aus dem frühen 20. Jahrhundert gibt es den ersten Hinweis auf eine Bebauung dieses Birkacher Gewanns: „Seit dem Jahr 1900 hat in der Gemeinde eine rege Bautätigkeit eingesetzt, namentlich wurden im Gewann Schönberg und Roten Acker verschiedene Häuser erstellt, ebenso an der Möhringer- und Plieninger Straße. Die Güterpreise sind hier seither in steigender Bewegung und lässt die Nähe von Stuttgart immer deutlicher verspüren.“
Um die Jahrhundertwende war es bei „talkesselmüden“ Stuttgartern in Mode gekommen, in Kur zu fahren. Aber nicht dem adligen Vorbild entsprechend nach Karlsbad oder Baden-Baden, sondern bürgerlich bescheiden auf die Höhen der näheren Umgebung. So wurden, auch und vor allem auf dem landschaftlich besonders reizvoll gelegenen und stadtnahen Südhang des Schönberg, Kurhäuser errichtet. Und wer es sich leisten konnte, der baute dort in der gesunden Höhenluft gleich ein eigenes Haus und blieb auf Dauer.
In der offiziellen Beschreibung Das Amtsoberamt Stuttgart aus dem Jahr 1926 ist nachzulesen: „Im Gewann Schönberg, auf der nördlichen Seite des Ramsbachtals unterhalb Kleinhohenheim, ist eine Villenkolonie entstanden, die sich in rascher, viel verheißender Entwicklung befindet.“
Am 1. April 1942 wurde Schönberg zusammen mit Birkach in die Stadt Stuttgart eingemeindet. Damals war Schönberg noch verhältnismäßig dünn besiedelt. Das änderte sich rasant ab den 1950er Jahren. Dem Ausbau der Infrastruktur folgte eine flächendeckende Aufsiedlung des Stadtteils, der Bau der evangelischen Himmelfahrtskirche, eines Seniorenzentrums und die Anbindung an den öffentlichen Nahverkehr.
Die Zahl der Einwohner erhöhte sich von 422 (1950) auf 1441 (2007).

## Kleinhohenheim

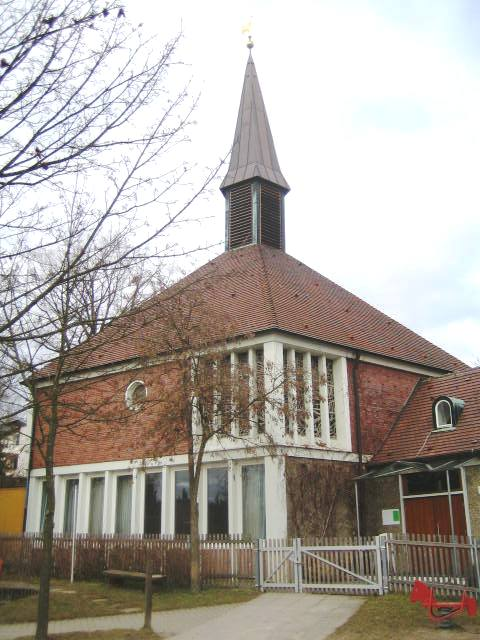
Himmelfahrtskirche

Kleinhohenheim

Der Wohnplatz Kleinhohenheim war einst eine königlich-württembergische Domäne. Hier stand, 1776 errichtet, das erste Schönberger Gebäude: ein Schweizerhaus mit einem tiefgezogenen Strohdach.
1822 ließ es König Wilhelm I. durch einen Neubau seines Hofbaumeisters Giovanni Salucci ersetzen, ebenfalls nach dem Vorbild Schweizer Bauernhäuser. Es diente als Jagdschloss und war Teil des königlichen Pferdegestüts.
Im Zweiten Weltkrieg zerstört, gibt es davon nur noch Fundamente. Sie sind heute Bestandteil eines Bauernhofes, der von der Universität Hohenheim als Versuchsstation für Nutztierbiologie und ökologischen Landbau genutzt wird.

## Verkehr
Mit den Buslinien 71 (Hoffeld–Degerloch–Asemwald–Schönberg) und 70 (Hoffeld–Degerloch–Ruhbank–Schönberg–Plieningen) ist der Stadtteil in den öffentlichen Nahverkehr von Stuttgart (VVS) eingebunden.

## Sport
Der Turn- und Sportverein Birkach e. V. wurde 1888 gegründet und hat inzwischen über 1300 Mitglieder. Die Sportstätten mit Vereinsheim und Gaststätte befinden sich im Birkacher Ortsteil Schönberg.
Der Schwimmerbund Schwaben 1895 Stuttgart e. V. ist ein Stuttgarter Schwimmsportverein, der die Sportarten Synchronschwimmen, Wasserball und Schwimmen sowohl auf freizeitsportlicher Basis als auch wettkampforientiert betreibt.